# 中村ハル
中村 ハル（なかむら はる、1884年（明治17年）6月1日 - 1971年（昭和46年）9月2日）は、日本の教育者。学校法人中村学園創設者。福岡県早良郡西新町（現在の福岡市早良区西新）生まれ。

## 略歴
1902年（明治35年）福岡県立師範学校卒業後、福岡県内の小学校訓導、松崎実業女学校教諭、横浜、神戸などで高等小学校訓導を務め、かたわら熱心に料理の実地研究を進め、帝国ホテルや目黒雅叙園等の一流店に乗り込んだ。中村屋のカレーライスを学びたく見学を申し込むが断られた時は、中村屋の婿養子がラース・ビハーリー・ボースであることに目をつけ、同郷であった玄洋社の頭山満に紹介状を書いてもらい（独立運動家ボーズは頭山にかくまわれていたことがあった）見学を実現した。後に、この時学んだカレーは大変な評判となり料理バザーでは全体で当時２０万円の収益を上げ、空襲で焼けた校舎再建の資金となった。1930年（昭和5年）九州高等女学校（現・福岡大学附属若葉高等学校）に勤務。1949年（昭和24年）中村割烹女学院（現・中村調理製菓専門学校）創立、1953年（昭和28年）中村学園を設立し理事長となり、1954年（昭和29年）福岡高等栄養学校（現・中村学園大学）、さらに中村栄養短期大学（現・中村学園大学短期大学部）を創立、1965年（昭和40年）学長となり、また全国料理学校協会長、福岡県日の丸会副会長も務めた。1963年（昭和38年）藍綬褒章受章、1965年（昭和40年）勲三等瑞宝章受章、1971年（昭和46年）従四位勲三等宝冠章追叙。

## 書籍
- 『郷土に立脚したる家事科の施設及び指導の実際』
- 『日本女性の教育』
- 『自伝・努力の上に花が咲く』